# George William Fowler
Pour les articles homonymes, voir Fowler.
George William Fowler (1859 - 1924) est un homme politique canadien qui a été député et sénateur du Nouveau-Brunswick.

## Biographie
George William Fowler naît le 24 février 1859 à Hammond Vale. Il suit des études à l'Université Dalhousie, puis à celle de Boston. Il est admis au Barreau en 1884. Protestant convaincu, il est grand maître de la loge orangiste du Nouveau-Brunswick de 1890 à 1893.
Sa carrière politique commence le 16 octobre 1895 lorsqu'il est élu député conservateur à l'Assemblée législative du Nouveau-Brunswick, où il représente le Comté de King's jusqu'au 17 février 1899. Il est également élu préfet du comté en 1889. Il se lance ensuite en politique fédérale et est élu député de la circonscription de King's le 7 novembre 1900. Il est par la suite élu député de la circonscription de King's et Albert aux élections de 1900 et 1904, il est battu en 1908, mais il regagne son siège en 1911.
Fowler est ensuite nommé sénateur le 29 juin 1917 sur proposition de Robert Laird Borden, fonction qu'il gardera jusqu'à sa mort.
Il est mort le 2 septembre 1924.